# Здзеховиці (Великопольське воєводство)
Здзеховиці (пол. Zdziechowice, нім. Meienfelde) — село в Польщі, у гміні Сьрода-Велькопольська Сьредського повіту Великопольського воєводства.
Населення — 157 осіб (2011).
У 1975-1998 роках село належало до Познанського воєводства.

## Демографія
Демографічна структура станом на 31 березня 2011 року:
|          | Загалом | Допрацездатний вік | Працездатний вік | Постпрацездатний вік |
| -------- | ------- | ------------------ | ---------------- | -------------------- |
| Чоловіки | 80      | 13                 | 64               | 3                    |
| Жінки    | 77      | 16                 | 49               | 12                   |
| Разом    | 157     | 29                 | 113              | 15                   |